# 穆克冰川
84°39′S 177°30′E / 84.650°S 177.500°E
穆克冰川（英語：Muck Glacier）是南極洲的冰川，位於毛德王后山脈，流經坎貝爾崖和蘇利文嶺，最終注入拉姆西冰川，現時由南極條約體系管理。